# 486

De expansie van het Frankische Rijk

Het jaar 486 is het 86e jaar in de 5e eeuw volgens de christelijke jaartelling.

## Gebeurtenissen

### Europa
- Frankisch-Romeinse oorlog van 486:
  - De Franken onder bevel van koning Clovis I verslaan aan de Aisne (Hauts-de-France) het Romeinse leger van Syagrius.
  - Clovis I verovert Trier en verjaagt de Romeinse generaal Arbogastes (dux Argentorates).
  - koning Alarik II levert Syagrius uit aan Clovis. Kort daarna wordt Syagrius geëxecuteerd.
  - Clovis I verovert het autonome Romeinse gebied tussen de Somme tot aan de Loire en verplaatst zijn residentie van Doornik naar Lutetia (huidige Parijs).
- De "vaas van Soissons" wordt tijdens een rooftocht door de Franken buitgemaakt. Remigius, bisschop van Reims, smeekt Clovis I om teruggave van de vaas die wordt vernietigd door een van Clovis' soldaten.
- Eleutherius wordt door paus Felix II tot bisschop benoemd van Doornik. Hij preekt het christendom onder de Franken.
- Gundobad (r. 486-516) wordt, nadat zijn broer Gundomar is vermoord, koning van de Bourgondiërs.

### Italië
- Manlius Boëthius, Romeins politicus, wordt met goedkeuring van Odoaker als praefectus urbi van Italia aangesteld.

## Religie
- Op de vierde synode van de Kerk van het Oosten (Synode van Acacius) wordt het nestorianisme aanvaard. De priesters en bisschoppen krijgen het recht te trouwen.

## Overleden
- Gundomar, koning van de Bourgondiërs
- Syagrius, koning van het Gallo-Romeinse Rijk